# 58098 Кюрренбах
58098 Кюрренбах (58098 Quirrenbach) — астероїд головного поясу, відкритий 9 жовтня 1977 року.
Тіссеранів параметр щодо Юпітера — 3,821.